# Kanton Pedro Carbo
Der Kanton Pedro Carbo befindet sich in der Provinz Guayas im zentralen Westen von Ecuador. Er besitzt eine Fläche von 935,1 km². Im Jahr 2020 lag die Einwohnerzahl schätzungsweise bei 51.800. Verwaltungssitz des Kantons ist die Stadt Pedro Carbo mit 20.220 Einwohnern (Stand 2010). Der Kanton Pedro Carbo wurde am 19. Juli 1984 gegründet. Namensgeber des Kantons und dessen Hauptortes war Pedro Carbo (1813–1894), ein ecuadorianischer Politiker.

## Lage
Der Kanton Pedro Carbo liegt im westlichen Tiefland der Provinz Guayas. Im Südwesten reicht der Kanton bis zum Höhenkamm Cordillera Chongón Colonche. Der Hauptort Pedro Carbo befindet sich 55 km nordwestlich der Provinzhauptstadt Guayaquil. Der Río Magro (im Oberlauf Río Pedro Carbo) entwässert das Areal nach Osten zum Río Daule. Die Fernstraße E482 (Nobol–Jipijapa) führt durch den Kanton und am Hauptort Santa Lucía vorbei.
Der Kanton Pedro Carbo grenzt im Osten an den Kanton Isidro Ayora, im Süden die Provinz Santa Elena mit dem Kanton Santa Elena, im Westen und im Nordwesten an die Provinz Manabí mit dem Kanton Paján sowie im Nordosten an die Kantone Colimes und Santa Lucía.

## Verwaltungsgliederung
Der Kanton Pedro Carbo ist in die Parroquia urbana („städtisches Kirchspiel“)
- Pedro Carbo

und in die Parroquias rurales („ländliches Kirchspiel“)
- Sabanilla
- Valle de la Virgen

gegliedert.